# Малагская операция
Малагская операция (исп. Batalla de Málaga) — кульминация январско-февральского наступления совместных итальянско-националистских сил для захвата порта Испанской Республики Малаги во время Гражданской войны в Испании. Участие марокканцев и итальянских танков из недавно прибывшего итальянского экспедиционного корпуса привело к полному разгрому республиканской армии и сдаче Малаги менее, чем за неделю.

## Накануне операции
Главное внимание республиканского командования было обращено на Центральный фронт и на оборону Мадрида. «Южная» армия мятежников не имела достаточных сил для наступления на Мадрид и смогла организовать это наступление только после высадки итальянских экспедиционных войск в южных портах Испании. Об этих планах и сосредоточении иностранных войск в районе, главным образом, Севильи республиканцы имели сведения уже к началу января, но намерения интервентов для республиканского командования ещё были неясны.
План мятежников и интервентов — на первом этапе операции овладеть Эстепоной, Сан-Педро и Марбельей, а затем повести одновременное наступление на Малагу с запада, севера и северо-востока (от Гранады, через Альхаму — на Велес — Малагу и Торро-дель-Маре), что приводило к окружению Малаги с суши. Флот должен действовать вдоль берега и содействовать огнём наступлению мятежников с запада.

## Ход боевых действий
14 января мятежники начали наступление вдоль берега при содействии флота (9 кораблей, в том числе крейсера «Канариас» и «Сервера»). С захватом Сан-Педро и Марбельи 17 января мятежники выполнили первую часть плана, после чего наступление с востока и 23 января заняли Альхаму.
24 января — 1 февраля активных действий не было.
1 февраля мятежники повели наступление с запада на Бурго и Охен. 5 февраля корабли мятежников обстреляли Малагу, уничтожив телеграфную связь с центральным командованием. 5-6 февраля наступление на севере от Антекеры на Вильянцену, от Лохи на Логордо-Кальменари и с востока от Альхамы на Вентас, где введены в бой многочисленные танкетки и самолёты. К вечеру 6 февраля занят город Кальменари. Флот мятежников обстрелял аэродром у Малаги и уничтожил часть республиканских самолётов.
7 февраля танки мятежников подошли вплотную к городу с севера, флот мятежников продолжал обстреливать Малагу. Республиканцы начали эвакуацию города.
8 февраля националисты продолжали наступление, нанеся главный удар с севера от Кальменари и Антекеры итальянскими войсками. В тот же день северная группа интервентов и мятежников заняла Малагу. Западнее Малаги в окружении остались 7000 республиканцев; часть из них, потеряв артиллерию, просочилась на восток. Разбитые республиканские войска, вместе с многочисленными беженцами, устремились на восток по единственному приморскому шоссе, обстреливаемому с моря и с воздуха. Преследование продолжалось и 9 февраля.
Большая часть офицеров штаба республиканской армии осталась в Малаге и перешла к противнику, отдав перед этим панические приказы разным частям о поспешном отходе. Отход обратился в беспорядочное отступление деморализованных войск.
Только прибытие с Центрального фронта интернациональной и одной испанской бригады задержало дальнейшее наступление противника на рубеже восточнее Мотриля.
В результате операции мятежники значительно сократили протяжение фронта и высвободили 15 тысяч войск для операции на других участках. Для республиканцев потеря территории и береговой полосы с портом Малагой была серьёзным ударом.
Малагская операция явилась первой, в которой в массовом количестве были введены в бой общевойсковые соединения регулярных частей итальянской армии.

## Флот мятежников и интервентов в Малагской операции
Началу Малагской операции предшествовала бомбардировка с воздуха и с моря Малаги, Марбельи и других пунктов побережья.
11 января Альмерию вторично бомбардировали гидросамолеты мятежников. Сбросив бомбы и снизившись, они обстреляли порт пулеметами, а на другой день мятежные крейсера «Канариас» и «Сервера» обстреляли Малагу. В районе Эстепоны с 4 тральщиков был высажен десант, который, однако, окружили и разбили республиканцы, а тральщики захвачены и отведены в Малагу. В тот же день корабли мятежников обстреляли Валенсию.
14 января, в день начала наступления мятежников на Малагу и в связи с подготовкой нового десанта в районе Эстепоны, Малага вновь подверглась бомбардировке с моря и с воздуха. Одновременно республиканские самолёты произвели налет на корабли мятежников. На «Альмиранте Сервера» сбросили 100-килограмовые бомбы, из которых две попали в цель, после чего крейсер удалился к Сеуте. Бомбардировке с республиканских самолётов подвергся и Алхесирас, где находился штаб мятежных войск.
С началом наступления националистов и интервентов на Малагу итальянские корабли обеспечивали фланг наступающих вдоль побережья войск, препятствуя и парализуя действия республиканского флота, наблюдая за его действиями и сообщая о них мятежному командованию. Штаб генерала Кейпо де Льяно, командующего южной армией мятежников, располагался на борту итальянского военного корабля, откуда осуществлялось руководство наступлением на Малагу.
К 3 февраля 1937 года флот мятежников, состоявший из крейсеров «Канариас» и «Балеарес» (последний только что вступил в строй и впервые участвовал в операции), легкого крейсера «Сервера», одного эсминца и нескольких транспортов был сосредоточен в Алхесирасе. 4 февраля флот мятежников вышел к Малаге и 5 февраля с утра обстрелял Малагу и разрушил телеграфную связь с центральным командованием. 6 февраля флот мятежников обстрелял аэродром около Малаги, уничтожив часть самолётов республиканцев. 7 февраля флот продолжал обстреливать Малагу. 8 февраля действия мятежников снова поддерживали авиация и флот, преследуя отходящие от Малаги войска и многотысячные толпы беженцев.

## Массовое убийство гражданского населения
Гражданское население попыталось эвакуироваться из Малаги в Альмерию по прибрежной дороге, при этом несколько тысяч погибло под обстрелами и бомбардировкой, а выжившие были встречены в Альмерии враждебно, поскольку там опасались мести со стороны приближавшихся националистов. Оставшиеся в Малаге гражданские подвергались убийствам и издевательствам со стороны националистов, в городе было несколько братских могил.